# Mazda Titan
O Mazda Titan é um caminhão comercial fabricado e vendido somente no Japão.